# Wu Qunli
Wu Qunli (chinois : 吳群立) (né le 20 mars 1960 à Guangzhou dans le Guangdong) est un joueur de football international chinois, qui évoluait au poste de milieu de terrain et d'attaquant, avant de devenir entraîneur.

## Biographie

### Carrière de joueur

#### Carrière en sélection
Avec l'équipe de Chine, il dispute 36 matchs (pour 6 buts inscrits) entre 1985 et 1993. Il figure notamment dans le groupe des sélectionnés lors des Coupes d'Asie des nations de 1992.
Il participe également aux Jeux olympiques de 1988.

## Palmarès
| South China AA - Championnat de Hong Kong (1) : - Champion : 1996-97. - Coupe de Hong Kong (1) : - Vainqueur : 1995-96. |  | - Joueur chinois de l'année (2) : 1990 et 1993. |